# Ojisan and Marshmallow
Ojisan and Marshmallow (おじさんとマシュマロ?, Ojisan to mashumaro, lett. "Ojisan e i marshmallow") è un manga scritto e disegnato da Rekomaru Otoi. Inizialmente pubblicato dall'autore su Pixiv, è stato poi edito dalla Ichijinsha. Un adattamento anime, prodotto dalla Dream Creation e realizzato dalla Creators in Pack, è stato trasmesso in Giappone tra il 7 gennaio e il 24 marzo 2016.

## Trama
Habahiro Hige è un amante dei marshmallow che lavora per la stessa azienda di Iori Wakabayashi, sua giovane collega innamorata persa di lui. La storia ruota attorno ai tentativi di Iori di conquistare il cuore di Habahiro, facendo leva soprattutto sulla sua passione per i marshmallow.

## Personaggi

I protagonisti Habahiro e Iori in ufficio

Habahiro Hige (日下 幅広?, Hige Habahiro)
Doppiato da: Tetsu Inada
Iori Wakabayashi (若林 いおり?, Wakabayashi Iori)
Doppiata da: Eri Kitamura
Isamu Wakabayashi (若林 勇?, Wakabayashi Isamu)
Doppiato da: Tetsuya Kakihara
Mukai (向井?)
Doppiata da: Kaori Taguchi
Machida (町田?)
Doppiata da: Suzuna Kinoshita
MIO5
Doppiata da: Kana Hanazawa

## Media

### Manga
Il manga, scritto e disegnato da Rekomaru Otoi, dopo essere stato caricato dall'autore su Pixiv, in base a un accordo del sito con la casa editrice Ichijinsha, è stato ripubblicato sul sito web di fumetti Comic Pool dal 6 novembre 2015. Il primo volume tankōbon è uscito il 5 novembre 2014 e al 25 gennaio 2017 ne sono stati messi in vendita in tutto quattro.

#### Volumi
| Nº | Titolo italiano Giapponese 「Kanji」 - Rōmaji                                                   | Data di prima pubblicazione            | Data di prima pubblicazione |
| Nº | Titolo italiano Giapponese 「Kanji」 - Rōmaji                                                   | Giapponese                             |                             |
| 1  | Ojisan to marshmallow 「おじさんとマシュマロ」 - Ojisan to mashumaro                            | 5 novembre 2014 ISBN 978-4-7580-0830-3 |                             |
| 2  | Motto! Ojisan to marshmallow 「もっと！ おじさんとマシュマロ」 - Motto! Ojisan to mashumaro     | 25 giugno 2015 ISBN 978-4-7580-0859-4  |                             |
| 3  | Sō da! Ojisan to marshmallow 「そうだ! おじさんとマシュマロ」 - Sō da! Ojisan to mashumaro      | 25 gennaio 2016 ISBN 978-4-7580-0890-7 |                             |
| 4  | Yondara: ojisan to marshmallow 「よんだら おじさんとマシュマロ」 - Yondara: ojisan to mashumaro | 25 gennaio 2017 ISBN 978-4-7580-0938-6 |                             |

### Anime
L'adattamento anime è stato annunciato sul secondo volume del manga il 25 giugno 2015. La serie televisiva, prodotta dalla Dream Creation e diretta da Noriyoshi Sasaki presso lo studio Creators in Pack, è andata in onda dal 7 gennaio al 24 marzo 2016. In Italia e nel resto del mondo, ad eccezione dell'Asia, gli episodi sono stati trasmessi in streaming, in contemporanea col Giappone, da Crunchyroll. Un episodio OAV è stato incluso nell'unico volume BD/DVD della serie, pubblicato il 16 aprile 2016.

#### Episodi
| Nº  | Titolo italiano Giapponese 「Kanji」 - Rōmaji                                           | In onda          | In onda |
| Nº  | Titolo italiano Giapponese 「Kanji」 - Rōmaji                                           | Giapponese       |         |
| 1   | Hige-san e i marshmallow 「日下さんとマシュマロ」 - Hige-san to mashumaro               | 7 gennaio 2016   |         |
| 2   | Pioggia e marshmallow 「雨とマシュマロ」 - Ame to mashumaro                             | 14 gennaio 2016  |         |
| 3   | Treno e marshmallow 「電車とマシュマロ」 - Densha to mashumaro                          | 21 gennaio 2016  |         |
| 4   | Spiritelli e marshmallow 「妖精とマシュマロ」 - Yōsei to mashumaro                      | 28 gennaio 2016  |         |
| 5   | Bevuta di gruppo e marshmallow 「飲み会とマシュマロ」 - Nomikai to mashumaro            | 4 febbraio 2016  |         |
| 6   | Fratello e marshmallow 「弟とマシュマロ」 - Otōto to mashumaro                          | 11 febbraio 2016 |         |
| 7   | Mioko e marshmallow 「未央子とマシュマロ」 - Mioko to mashumaro                         | 18 febbraio 2016 |         |
| 8   | Sorpresa e marshmallow 「サプライズとマシュマロ」 - Sapuraizu to mashumaro              | 25 febbraio 2016 |         |
| 9   | Normalità e marshmallow 「普通とマシュマロ」 - Futsū to mashumaro                       | 3 marzo 2016     |         |
| 10  | Parco giochi e marshmallow 「遊園地とマシュマロ」 - Yuenchi to mashumaro                | 10 marzo 2016    |         |
| 11  | Gita alle terme e marshmallow 「温泉旅行とマシュマロ」 - Onsen ryokō to mashumaro       | 17 marzo 2016    |         |
| 12  | Wakabayashi e marshmallow 「若林とマシュマロ」 - Wakabayashi to mashumaro               | 24 marzo 2016    |         |
| OAV |                                                                                         |                  |         |
| 13  | Hige-san e marshmallow da sogno 「日下さんと夢マシュマロ」 - Hige-san to yume mashumaro | 16 aprile 2016   |         |